# Christopher Nöthe
Christopher Nöthe est un footballeur allemand, né le 3 janvier 1988 à Castrop-Rauxel. Il évolue au poste d'attaquant.

## Palmarès
- SpVgg Greuther Fürth
  - Vainqueur de la 2.Bundesliga en 2012

## Statistiques
| Saison    | Club                    | Pays         | Championnat         | Coupes nationales | Coupes d'Europe | Allemagne |
| --------- | ----------------------- | ------------ | ------------------- | ----------------- | --------------- | --------- |
| 2007-2008 | BV 09 Borussia Dortmund | Bundesliga   | 3 matchs            | -                 | -               | -         |
| 2008-2009 | SC Rot-Weiss Oberhausen | 2.Bundesliga | 14 matchs / 5 buts  | -                 | -               | -         |
| 2009-2010 | SpVgg Greuther Fürth    | 2.Bundesliga | 34 matchs / 15 buts | 4 matchs / 2 buts | -               | -         |
| 2010-2011 | SpVgg Greuther Fürth    | 2.Bundesliga | 11 matchs / 2 buts  | 1 match           | -               | -         |
| 2011-2012 | SpVgg Greuther Fürth    | 2.Bundesliga | 28 matchs / 13 buts | 5 matchs / 2 buts | -               | -         |
| 2012-2013 | SpVgg Greuther Fürth    | Bundesliga   | 13 matchs           | 1 match           | -               | -         |

Dernière mise à jour le 19 mai 2013